# 蔓茎报春
蔓茎报春（学名：Primula alsophila）为报春花科报春花属下的一个种。

## 扩展阅读
- 維基物種上的相關：蔓茎报春